# 景善
景善（1823年—1900年），字子慕，号茀亭，绥芬马佳氏，满洲正白旗人，清朝政治人物。被认为是《景善日記》作者，但学术界对此有争论，一部分则人认为是“北京隐士”巴豪斯（又译「白克浩司」）伪造的。

## 生平
咸丰己未科举人，同治癸亥科進士。先后任翰林院庶吉士、翰林院侍讲、国子监祭酒、内阁学士、工部左侍郎、吏部右侍郎、礼部右侍郎等职。景善在庚子事变中殉难，死后赠太子太保衔。
虽则公开说法是景善殉难，但实际上却是景善在犹豫当中，被其不孝且狂热义和团粉丝的长子恩珠借故推到井里，而日後恩珠胆敢露脸，却被联军逮到收留藏有兵器的义和团分子，最终被英军抓捕枪毙。